# Penelope Milford
Penelope Milford (Saint Louis, 23 marzo 1948) è un'attrice statunitense.

## Biografia
Diplomata alla New Trier High School a Winnetka (Illinois), da cui uscirono diversi noti attori come Charlton Heston, Rock Hudson, Virginia Madsen e Bruce Dern (con cui poi lavorerà in Tornando a casa), si affaccia al mondo del cinema degli anni '70, interpretando pochissimi film, ma nel 1978 recita in Tornando a casa, a fianco di Jane Fonda: il ruolo le fa ottenere una candidatura all'Oscar come miglior attrice non protagonista nel 1979. 
Dopo questa improvvisa fama, tuttavia interpretò solo un altro film di spessore, ovvero Amore senza fine di Franco Zeffirelli. 
Prese poi parte a produzioni televisive e teatrali. Il suo ultimo film risale 1997: Night of the Lawyers.

## Filmografia parziale
- Valentino, regia di Ken Russell (1977)
- Tornando a casa (Coming Home), regia di Hal Ashby (1978)
- Amore senza fine (Endless Love), regia di Franco Zeffirelli (1981)
- Extrasensorial regia di Alberto De Martino (1982)
- Autopsia di un delitto (The Burning Bed), regia di Robert Greenwald – film TV (1984)
- Schegge di follia (Heathers), regia di Michael Lehmann (1989)
- L'altra faccia di Chicago (Cold Justice), regia di Terry Green (1989)
- Crocevia per l'inferno (Normal Life), regia di John McNaughton (1996)
- Night of the Lawyers, regia di Phillip Koch (1997)

## Doppiatrici italiane
- Anna Rita Pasanisi in Tornando a casa, Amore senza fine
- Liliana Sorrentino in Schegge di follia

## Riconoscimenti
Premi Oscar 1979 - Candidatura all'oscar alla miglior attrice non protagonista per Tornando a casa